# Franz Xaver Wolfgang Mozart
Franz Xaver Wolfgang Mozart (ur. 26 lipca 1791 w Wiedniu, zm. 29 lipca 1844 w Karlowych Warach), znany jako „Mozart Lwowski” lub „Wolfgang Amadeusz Młodszy” – austriacki kompozytor i pianista, syn Wolfganga Amadeusa Mozarta i jego żony Konstancji.
Od najmłodszych lat uczył się muzyki w Pradze i Wiedniu, m.in. gry na fortepianie u Johanna Nepomuka Hummla i śpiewu u Antonio Salieriego. W 1805 zadebiutował jako pianista, od 1809 został nauczycielem muzyki u hr. Baworowskiego w Podkamieniu koło Rohatyna. Następnie nauczał u rodziny Janiszewskich w niedalekim Bursztynie.
Odnosił sukcesy wykonując utwory własne i ojca, choć trudno porównywać jego twórczość do dzieł tego drugiego. Komponował koncerty fortepianowe, liczne utwory okolicznościowe utrzymane w stylu brillant oraz pieśni i kantaty.
W roku 1813 osiadł we Lwowie (stąd przydomek „Mozart Lwowski”), gdzie mieszkał przez 25 lat i pracował jako nauczyciel gry na fortepianie. We Lwowie uczył się kompozycji u Johanna Mederitscha. Nie zaniechał jednak działalności koncertowej – w latach 1819–1821 odbył tournée po Europie – wystąpił m.in. w Warszawie, Elblągu i Gdańsku. W roku 1826 założył we Lwowie Lwowskie Towarzystwo św. Cecylii (działało w latach 1826-1829).
W 1838 wyjechał ze Lwowa i powrócił do Wiednia, gdzie dawał lekcje muzyki i koncerty. W 1841 przekazał cenne listy i pamiątki po swoim ojcu dla salzburskiej fundacji Dommusikverein und Mozarteum, za co otrzymał tytuł honorowego kapelmistrza tej instytucji.
Jest znany także z anomalii fizjologicznej zwanej uchem Mozarta. Anomalia ta ma przeczyć plotce mówiącej o rzekomych związkach Konstancji z kompozytorem i uczniem Wolfganga Amadeusa Mozarta – Franzem Xaverem Süssmayrem i potwierdzać ojcostwo Mozarta. Również imiona obydwu kompozytorów, które nosił, mają raczej podkreślać życzliwość jaką rodzina Mozartów kierowała się wobec Süssmayra, a nie cokolwiek innego. Mozartowie (i nie tylko oni) nadawali zresztą imiona szanowanych przez siebie osób także innym swoim dzieciom.
W sierpniu 2021 na lwowskim placu Małaniuka odsłonięto pomnik Mozarta autorstwa Sebastiana Schweikerta. Forma pomnika jak i jego umiejscowienie spotkało się z krytyką miejscowych mieszkańców.